# Michalis Josifidis
Michalis Josifidis (gr. Μιχάλης Ιωσηφίδης; ur. 31 grudnia 1998) – grecki zapaśnik walczący w stylu klasycznym. Zajął dwudzieste miejsce na mistrzostwach Europy w 2024. Trzynasty w indywidualnym Pucharze Świata w 2020. Piąty na igrzyskach wojskowych w 2019. Mistrz śródziemnomorski w 2018. 
Trzeci na ME U-23 w 2021 roku.